# Гросмайшайд
Гросмайшайд (нем. Großmaischeid) — община в Германии, в земле Рейнланд-Пфальц. 
Входит в состав района Нойвид. Подчиняется управлению Дирдорф.  Население составляет 2351 человек (на 31 декабря 2010 года). Занимает площадь 15,52 км².